# گلورفیندل
گلورفیندل (انگلیسی: Glorfindel) یک شخصیت تخیلی در مجموعه افسانه‌های سرزمین میانه جی. آر. آر. تالکین است. او از نولدورها و یکی از سه عضو کالاکوئندی یا الف‌های والامقام است. او در کتاب اول ارباب حلقه‌ها به نام یاران حلقه به عنوان الف قدرتمندی که توان مقابله با نازگول‌ها را دارد، حضور دارد.
در فیلم ارباب حلقه‌ها: یاران حلقه (۲۰۰۱) اثر پیتر جکسون گلروفیندل در نجات فرودو از تعقیب نازگول‌ها با قرض دادن اسبش به الفی به نام آرون حضور دارد. او همچنین در بازی‌های ویدیویی مختلف حضور داشته‌است.